# Escorxador de Souza
L'escorxador de Souza (Lanius souzae) és un ocell de la família dels Lànids (Laniidae).

## Hàbitat i distribució
Bosc miombo de la Rep. del Congo, sud-oest, sud i sud-est de la República Democràtica del Congo, Ruanda, sud d'Uganda i oest de Tanzània cap al sud fins Angola, nord de Namíbia, nord de Botswana, Zàmbia, Malawi i nord-oest de Moçambic.